# Eric Löfman
Eric Carl August Löfman, född 27 maj 1925 i Stockholm, död 6 januari 1994 i Uppsala, var en svensk silversmed. 
Löfman utexaminerades som silversmed från Konstfackskolan i Stockholm 1945 och efter olika praktikarbeten vid några silverateljéer, bland andra W.A. Bolin, anställdes han som konstnärlig ledare vid K.G. Markströms guldsmeds AB i Uppsala 1948. Han kom senare att arbeta som formgivare för MEMA i Linköping och Guldsmedsaktiebolaget i Stockholm. Som formgivare skapade han besticksmodellerna Uppsala, Birgitta och Sten Sture samt silverkorpus och kyrksilver för bland annat Örbyhus kyrka och Storvreta kapell. Löfman är representerad vid bland annat Upplandsmuseet i Uppsala.